# Вознесенський район (Нижньогородська область)
Вознесенський район (рос. Вадский район) — адміністративно-територіальна одиниця (район) та муніципальне утворення (муніципальний район) у південній частині Нижньогородської області Росії.
Адміністративний центр — робітниче селище Вознесенське.

## Історія
Район було утворено 1929 року.

## Населення
| 1939    | 1959    | 1970    | 1979    | 1989    | 2002    | 2003    |
| ------- | ------- | ------- | ------- | ------- | ------- | ------- |
| 38 336  | ↘36 381 | ↘31 729 | ↘24 480 | ↘22 538 | ↘19 790 | ↗20 400 |
| 2008    | 2009    | 2010    | 2011    | 2012    | 2013    | 2014    |
| ↘18 273 | ↘17 991 | ↘17 352 | ↘17 270 | ↘16 849 | ↘16 569 | ↘16 276 |
| 2015    | 2016    | 2017    |         |         |         |         |
| ↘15 928 | ↘15 726 | ↘15 566 |         |         |         |         |